# Lonchitis-aspera spicant
Lonchitis-aspera spicant là một loài thực vật có mạch trong họ Blechnaceae. Loài này được (L.) Farw. mô tả khoa học đầu tiên năm 1931.